# فلورلينغن
فلورلينغن (بالألمانية: Flurlingen) هي إحدى بلديات مقاطعة أندلفينغن في كانتون زيورخ في سويسرا. تبلغ مساحتها 2.40 كيلومتر مربع، ويقدر عدد سكانها بـ 1440 نسمة (حسب تعداد ديسمبر 2017).